# سوسک نارون‌نشین راه‌راه
سوسک نارون‌نشین راه‌راه (نام علمی: Scolytus schevyrewi) نام یک گونه از سرده پوسته‌نشین‌ها است.